# Departament Caseros
Caseros és un departament en la província de Santa Fe (Argentina).

## Població
Segons estadístiques del IPEC en 2007 tenia 82.704 habitants.

## Districtes
- Arequito
- Arteaga
- Berabevú
- Bigand
- Casilda
- Chabás
- Chañar Ladeado
- Gödeken
- Los Molinos
- Los Quirquinchos
- San José de la Esquina
- Sanford
- Villada